# La vida de nadie
La vida de nadie es una película española dirigida por Eduard Cortés que se estrenó el 27 de octubre de 2002, durante la 48.ª edición del Festival Internacional de Cine de Valladolid (Seminci). En este evento Adriana Ozores obtuvo el Premio a la Mejor Actriz y su director, Eduard Cortés, fue nominado a la Espiga de Oro por esta película. Asimismo, Adriana Ozores obtuvo al año siguiente (2003) la nominación al Premio Goya a la Mejor Actriz y, por su parte, Marta Etura consiguió la nominación como Mejor Actriz Revelación.
Esta obra, ópera prima de su director, está basada en un caso real (la vida del francés Jean-Claude Romand quien engañó durante años a toda su familia y terminó asesinando a todos ellos) aunque, en palabras del propio director, se intentó evitar este final excesivamente dramático en la película. Con esta obra, el director se inicia en la realización de largometrajes. Anteriormente había realizado cortos y telefilmes (algunos de ellos son: Mónica, telefilme sobre acoso sexual en el trabajo, protagonizado por Antonio Resines y Ana Fernández, El payaso y el Führer, basado en la obra teatral Uuuuh! de Gerard Vázquez y codirigido con Joan Font) con bastante éxito ya que por el segundo obtuvo los Premios del Público en el Festival Inquiet de Picassent y en el Festival Europeo de Telefilms Zoom Igualada, Mejor Película en el Anchorage International Film Festival de Alaska.
Nobody's Life es su título internacional.

## Críticas
Este film ha recibido críticas muy positivas de medios especializados, siendo valorado el hecho de ser la primera película de larga duración de su director y, a pesar de ello, ser considerada como brillante (Diego Galán, El País, edición impresa Cultura 29/03/2006). Otras críticas positivas se deben a Mirito Torreiro (Fotogramas) quien alaba el guion eficaz y actores estupendos y Ángel Fernández Santos (El País) pone su atención en el buen hacer del director (tacto y sabiduría) a la hora de situar al protagonista en el centro de la trama, así como al resto de los actores, todos ellos inmejorables.

## Argumento
El personaje protagonista (Emilio Barrero) está encarnado por José Coronado y representa a un hombre aparentemente bien situado, con una familia y un trabajo envidiables. Ha estudiado la carrera de Económicas, trabaja en el Banco de España y tiene una gran habilidad como analista de inversiones, de tal manera que amigos y parientes confían en él para que sitúe sus ahorros, realizando inversiones millonarias con el dinero que estos le entregan. Sin embargo, nada de esto es verdad. En realidad, Emilio es un mentiroso compulsivo y al ir avanzando la película, el espectador descubre poco a poco hasta qué punto su vida está basada en la falsedad. Un día conoce a Rosana (Marta Etura), se enamora de ella y, usando como de costumbre las tretas y mentiras, consigue convertirla en su amante. Esta doble vida lo obliga a gastar un dinero que no tiene, y su mujer Ágata (Adriana Ozores) se encuentra con el problema de que el colegio del niño lleva sin ser pagado varios meses. Simultáneamente lo avisan de que el impago del alquiler de la casa en la que viven, y que Ágata cree que es de su propiedad, va a terminar en un desahucio y también lo soluciona con parches y mentiras casi improvisadas. Poco a poco la situación se va haciendo más y más insostenible, hasta que un día su esposa ata cabos y descubre a Rosana, quien, por su parte, también empezaba a darse cuenta de que Emilio estaba mintiéndole desde el principio.
La tensión va en aumento y llega a un momento crítico en que Emilio tiene que enfrentarse al hecho de que toda su vida ha sido una farsa y que, en realidad, no es nadie.

## Estrenos
La película fue estrenada en los siguientes países en las fechas indicadas:
- En Francia, fue estrenada el 18 de mayo de 2003 en el Festival de Cannes, el 9 de octubre de 2003 en el Festival de Cine Cinespaña, de Toulousse y el 20 de marzo de 2004 en el Annecy Spanish Film Festival.
- En Argentina, el 5 de noviembre de 2003, en la Muestra Cinematográfica de Preestrenos de España y Francia.
- En la República Checa, el 13 de marzo de 2004, en el Festival de Cine de la Unión Europea.
- En Hungría, el 2 de diciembre de 2004, en la Semana de Cine Europeo.
- En Polonia, el 30 de marzo de 2008, durante la Semana de Cine Español.

## Producción y rodaje
La película se filmó en la ciudad de Madrid.

## Reparto
| Intérprete            | Personaje               |
| --------------------- | ----------------------- |
| José Coronado         | Emilio                  |
| Adriana Ozores        | Ágata                   |
| Marta Etura           | Rosana                  |
| Roberto Álvarez       | Jose                    |
| Adrián Portugal       | Sergio                  |
| Laura Conejero        | Tina                    |
| Eduardo Marchi        | Padre Emilio            |
| Concha Hidalgo        | Suegra                  |
| Juan Antonio Quintana | Suegro                  |
| Empar Ferrer          | Jefa Banco España       |
| Susi Sánchez          | Directora Colegio       |
| Gara Muñoz            | Cristina                |
| Tamara Bautista       | Luisa                   |
| Rosa Merás            | Cuñada                  |
| Maite López Pisonero  | Directora Sucursal      |
| Carlos Manuel Díaz    | Hombre parque           |
| Alberto Ávila         | Oficinista Amanerado    |
| Núria Badia           | Oficinista Inmobiliaria |
| Alfonso Torregrosa    | Guardia Banco España    |
| Bartolomé Moreno      | Maitre                  |
| Fabià Estapé          | Fabià Estapé            |